# Aino Tigane
Aino Tigane (* 29. Apriljul. / 12. Mai 1912greg. in Tartu; † 12. Oktober 1991 in Tallinn) war eine estnische Kinderbuchautorin.

## Leben
Aino Tigane kam als Handwerkerstochter in Tartu zur Welt und ging dort auch zur Schule. Nach ihrem Abitur (1930) arbeitete sie bis 1941 als Korrektorin beim Verlag Loodus. Von 1941 bis 1946 war sie Tänzerin und Schauspielerin am Vanemuine-Theater. Danach war sie von 1947 bis 1948 am Tallinner Noorsoo-Theater. Seit 1948 lebte sie als freiberufliche Schriftstellerin in Tallinn.
Tigane war seit 1948 Mitglied des Estnischen Schriftstellerverbandes und ist auf dem Tallinner Waldfriedhof begraben. Die Schriftstellerin Leida Tigane war ihre ältere Schwester. Sie war verheiratet mit dem estnischen Kinderbuchautor Elar Kuus.

## Literarisches Werk
Aino Tigane veröffentlichte ab den 1930er-Jahren Kurzgeschichten und Feuilletons in Zeitungen und Zeitschriften. Ihr Buchdebüt erfolgte 1941, als ihr beim Kinderbuchwettbewerb mit dem dritten Preis ausgezeichnetes Buch Külaline metsast (‚Der Besucher aus dem Wald‘)  erschien. Nach dem Krieg legte sie in rascher Folge weitere Kinderbücher vor. Ihre Werke sind gekennzeichnet von einem optimistischen Grundton. 
Ihre populären Bücher sind auch auf Russisch und Lettisch erschienen, einzelne Erzählungen auch auf Ukrainisch und Georgisch.

## Bibliographie
- Külaline metsast. (‚Der Besucher aus dem Wald‘.) Tallinn: Pedagoogiline Kirjastus 1941.
- Esimene veerandaasta. (‚Das erste Vierteljahr‘.) Tallinn: Ilukirjandus ja Kunst 1946.
- Keerdsõlm. (‚Der Doppelknoten‘.) Tallinn: Ilukirjandus ja Kunst 1948.
- Lugu väikesest Annest. (‚Die Geschichte von der kleinen Anne‘.) Tallinn: Ilukirjandus ja Kunst 1949.
- Klassi noorim. (‚Die Klassenjüngste‘.) Tallinn: Eesti Riiklik Kirjastus 1950.
- Meid kutsub signaal. (‚Uns ruft das Signal‘.) Tallinn: Eesti Riiklik Kirjastus 1953.
- (gemeinsam mit Elar Kuus) Meie Ott. (‚Unser Ott‘.) Tallinn: Eesti Riiklik Kirjastus 1959.
- Eeskuju ja tagakuju. (‚Vorbild und Nachbild‘.) Tallinn: Eesti Riiklik Kirjastus 1963.
- Siledad omad, karvane võõras. (‚Glatt die eigenen, haarig das Fremde‘.) Tallinn: Eesti Raamat 1972.